# The Mysterious Planet
The Mysterious Planet (El planeta misterioso) es el primer serial de la 23ª temporada de la serie británica de ciencia ficción Doctor Who, emitido originalmente en cuatro episodios semanales del 6 al 27 de septiembre de 1986. Es el primer segmento del macroserial titulado The Trial of a Time Lord que abarca toda la temporada.

## Argumento
El Sexto Doctor se ve obligado a aterrizar la TARDIS en una estación espacial gallifreyana, donde le llevan a una corte de justicia. La Inquisidora le informa al Doctor que le van a poner a juicio por conducta impropia de un Señor del Tiempo, y que las pruebas las mostrará el El Valeyard. La primera prueba la mostrarán en un video, sacado de la Matriz, de la reciente involucración del Doctor en el planeta Ravolox, donde el Valeyard muestra que el Doctor se involucró deliberadamente en los asuntos del planeta. El Doctor niega los cargos mientras el Valeyard los muestra. Tras mostrar el video, el Valeyard afirma que tiene evidencias suficientes para solicitar la pena capital contra el Doctor.
Tal y como muestran las pruebas, el Doctor y Peri aterrizan en Ravolox, que encuentran similar a la Tierra. El Doctor sabe que Ravolox fue devastado por una bola de fuego, según cuentan las fuentes oficiales, pero la presencia de vida vegetal floreciente le hace sospechar. Mientras caminan, les observan Sabalom Glitz y Dibber, mercenarios en el planeta que intentan destruir un generador de "luz negra" para destruir al robot L3 oculto bajo tierra al que da energía. El Doctor y Peri encuentran un túnel y entran para encontrar restos de lo que parece la estación de metro de Marble Arch de Londres, picando la curiosidad del Doctor todavía más. El Doctor quiere adentrarse más, pero Peri está preocupada y se queda atrás.
Pronto la captura una tribu humana local liderada por Katryca, quienes la llevan a su campamento. Katryca le informa a Peri de que necesitará traer muchos maridos para la tribu, y la encierran con Glitz y Dibber. Ambos también fueron capturados tras aproximarse a la tribu para intentar convencerles de que les dejaran destruir el generador, que la tribu ha tomado por un tótem. Los tres logran derrotar a los guardias y escapar, pero no antes de colocar una bomba en el generador de luz negra. Entonces la tribu comienza a perseguirles. Mientras, el Doctor está explorando las instalaciones modernas subterráneas y también le capturan humanos vigilados por "el Inmortal". Le traen a su presencia, resultando ser el robot L3 que Glitz está buscando. El robot se llama a sí mismo Drathro y sigue sus propias instrucciones para mantener el hábitat del sistema subterráneo. Drathro ordena al Doctor hacer las reparaciones necesarias, pero el Doctor logra electrocutar temporalmente al robot y así escapar. Drathro entonces manda un robot de servicio a por él...

### Continuidad
La razón por la que la Tierra se ha convertido en Ravalox, así como las razones de la bola de fuego, se explican en The Ultimate Foe, el último segmento de la temporada. Al principio del primer episodio, el Doctor está a punto de revelar su apellido por primera vez en la historia de la serie, pero le interrumpen.
La relación entre el Sexto Doctor y Peri es mucho menos abrasiva en esta historia que en la temporada anterior. Tanto Colin Baker como Nicola Bryant querían mostrar como el viajar juntos había hecho a sus personajes menos combativos y peleones. Esto y los cambios en sus apariencias, particularmente el peinado de Peri y su forma de vestir sugieren un largo periodo entre esta historia y su anterior aventura televisada en Revelation of the Daleks, permitiendo la creación de aventuras literarias y en audiodramáticos ambientadas en ese periodo.
La Inquisidora y el Valeyard mencionan el anterior juicio contra el Doctor en The War Games. El Doctor protesta que no pueden juzgarle porque el Lord Presidente (The Five Doctors), y la explicación de la Inquisidora le explica que le han depuesto del cargo. Esta parte se introdujo a petición de Colin Baker que dijo que se produciría un agujero en la trama de lo contrario. A pesar de ello, en The Ultimate Foe, la Inquisidora rompe más reglas del juicio permitiendo al Valeyard continuar su trabajo de fiscal. En este serial, la Primera Ley del Tiempo hace referencia a la política de no inteferencia de los Señores del Tiempo, a diferencia de otros seriales donde se refiere a conocer a encarnaciones pasadas o futuras y alterar así su propia historia.
Al recuperarse de la inconsciencia, el Doctor cambia brevemente a la personalidad de una de sus encarnaciones anteriores, permitiendo a Colin Baker hacer una imitación de Jon Pertwee, diciendo "¡Mi cabeza me duele abominablemente, Sarah Jane!", y utilizando incluso la famosa frase "revertir la polaridad del flujo de neutrones". En la segunda parte, los lacayos de Drathro rebuscan en los bolsillos del Doctor y encuentran una bolsa de gominolas, un objeto icónicamente asociado al Cuarto Doctor.

## Producción
| Episodio          | Fecha de emisión         | Duración | Espectadores en millones | Estado en el archivo  |
| ----------------- | ------------------------ | -------- | ------------------------ | --------------------- |
| Episodio 1        | 6 de septiembre de 1986  | 24:57    | 4,9                      | Cinta original en PAL |
| Episodio 2        | 13 de septiembre de 1986 | 24:44    | 4,9                      | Cinta original en PAL |
| Episodio 3        | 20 de septiembre de 1986 | 24:18    | 3,9                      | Cinta original en PAL |
| Episodio 4        | 27 de septiembre de 1986 | 24:20    | 3,7                      | Cinta original en PAL |
| [ 1 ] [ 2 ] [ 3 ] |                          |          |                          |                       |

En febrero de 1985, la BBC anunció que la planeada 23ª temporada de Doctor Who se había cancelado. Tras enérgicas protestas de la prensa y los fanes de Doctor Who (incluyendo un sencillo benéfico, Doctor in Distress), la BBC anunció que el programa sólo estaba en "descanso" y que volvería en septiembre de 1986. Esta fue la última historia de Doctor Who que escribió completa Robert Holmes. Su trama es similar a su primera historia para la serie, The Krotons. En ambas historias, una máquina alienígena subyuga a una civilización humanoide forzando a sus jóvenes más brillantes a servirla.
La escena inicial de la estación espacial de los Señores del Tiempo donde se desarrolla el juicio fue la filmación más cara de la historia de la serie clásica, a un coste de más de 8.000 libras. En la secuencia se muestra la estación espacial orbitando en el espacio y después atrayendo la TARDIS a su interior usando rayo atractor.
Desde este serial en adelante, todos los exteriores se rodarían en cinta de video de emisión exterior (OB) en lugar de película de 16mm. Esto continuaría hasta el final de la serie. El único metraje que se rodó en celuloide para este episodio fue la toma de efectos especiales de apertura de la TARDIS. La BBC llevaba pidiendo que se reemplazaran las cámaras de cine por cámaras OB desde principios de los ochenta diciendo que eran más baratas y casaban mejor con el material en estudio. John Nathan-Turner quería cambiar a OB desde la primera temporada de Peter Davison en 1982, pero se encontró con la resistencia de los directores que trabajaban en el programa en esa época.
Roger Brierley, que daba voz a Drathro, originalmente iba a llevar el vestuario de robot e interpretar físicamente el papel, pero se dieron cuenta de que el vestuario no era de su talla, así que el asistente de efectos especiales, Paul McGuinness, que ayudó a diseñar el vestuario, se encargó de interpretar físicamente a Drathro mientras Brierley decía sus líneas fuera de cámara. La música fue obra de Domic Glynn, y John Nathan-Turner le ofreció la oportunidad de hacer un nuevo arreglo a la sintonía de la serie. Esta sintonía fue la que menos duró, sólo en esta temporada (sin contar la versión de no utilizada de Delia Derbyshire ni la de Paddy Kingsland que se usó por error en un episodio).